# Giải Viện Hàn lâm Nhật Bản lần thứ 36
Giải Viện Hàn lâm Nhật Bản lần thứ 36 (第36回日本アカデミー賞) là lễ trao giải thứ 36 của Giải Viện Hàn lâm Nhật Bản hàng năm, một giải thưởng được trao bởi Viện Hàn lâm Nhật Bản và Hiệp hội Sho để vinh danh những hạng mục phim xuất sắc của năm 2012. Lễ trao giải được tổ chức vào ngày 8 tháng 3 năm 2013 tại Khách sạn Grand Prince New Takanawa tại Tokyo, Nhật Bản.

## Giải thưởng
Tất cả các hạng mục trao giải (trừ giải diễn viên trẻ của năm và các giải đặc biệt) được chia làm hai danh hiệu: các đề cử (do thành viên Viện Hàn lâm bầu chọn) đều đạt danh hiệu Xuất sắc của năm và trong các đề cử sẽ chọn ra một giải Xuất sắc nhất của năm.
| Phim điện ảnh xuất sắc của năm | Phim hoạt hình xuất sắc của năm |
| --- | --- |
| - Phim điện ảnh hay nhất của năm: Kirishima, bukatsu yamerutteyo - Anata e - Kita no Kanaria Tachi - Nobō no Shiro - Waga haha no ki | - Phim hoạt hình hay nhất của năm: Ōkami Kodomo no Ame to Yuki - Q Evangerion Shin Gekijōban: Kyū - Lá thư gửi đến Momo - Naki of Monster Island - One Piece Film: Z |
| Đạo diễn xuất sắc của năm | Biên kịch xuất sắc của năm |
| - Đạo diễn xuất sắc nhất của năm: Yoshida Daihachi – Kirishima, bukatsu yamerutteyo - Inudo Isshin và Higuchi Shinji – Nobō no Shiro - Sakamoto Junji – Kita no Kanaria Tachi - Harada Masato – Waga haha no ki - Furuhata Yasuo – Anata e                                                                        | - Biên kịch xuất sắc nhất của năm: Uchida Kenji – Kagi Dorobō no Method - Aoshima Takeshi – Anata e - Kiyasu Kōhei và Yoshida Daihachi – Kirishima, bukatsu yamerutteyo - Nasu Machiko – Kita no Kanaria Tachi - Harada Masato – Waga haha no ki |
| Nam diễn viên chính xuất sắc | Nữ diễn viên chính xuất sắc |
| - Nam diễn viên chính xuất sắc nhất: Abe Hiroshi – Terumae Romae - Sakai Masato – Kagi Dorobō no Method - Nomura Mansai – Nobō no Shiro - Moriyama Mirai – Kueki Ressha - Yakusho Kōji – Rengō Kantai Shirei Chōkan: Yamamoto Isoroku - Yakusho Kōji – Waga haha no ki                                            | - Nữ diễn viên chính xuất sắc nhất: Kiki Kirin – Waga haha no ki - Kusakari Tamiyo – A Terminal Trust - Sawajiri Erika – Herutā Sukerutā - Matsu Takako – Yume Uru Futari - Yoshinaga Sayuri – Kita no Kanaria Tachi |
| Nam diễn viên phụ xuất sắc | Nữ diễn viên phụ xuất sắc |
| - Nam diễn viên phụ xuất sắc nhất: Ōtaki Hideji – Anata e - Kagawa Teruyuki – Kagi Dorobō no Method - Kora Kengo – Kueki Ressha - Satō Kōichi – Anata e - Satō Kōichi – Nobō no Shiro - Moriyama Mirai – Kita no Kanaria Tachi                                                                                    | - Nữ diễn viên phụ xuất sắc nhất: Yo Kimiko – Anata e - Terajima Shinobu – Herutā Sukerutā - Hirosue Ryōko – Kagi Dorobō no Method - Mitsushima Hikari – Kita no Kanaria Tachi - Miyazaki Aoi – Waga haha no ki |
| Giải thưởng do khán giả bình chọn | Diễn viên trẻ của năm |
| - Giải thưởng diễn viên được khán giả bình chọn: Oshima Yuko – Yamikin Ushijima-kun - Giải thưởng phim được khán giả bình chọn: Kirishima, bukatsu yamerutteyo | - Takei Emi – Rurouni Kenshin, Ai to Makoto, Kyō, Koi o Hajimemasu - Nikaidō Fumi – Himizu và Aku no Kyōten - Hashimoto Ai – Kirishima, bukatsu yamerutteyo, Home Itoshi no Zashikiwarashi, Another - Sometani Shōta – Himizu và Aku no Kyōten - Changmin (TVXQ) – Ōgon o Idaite Tobe - Higashide Masahiro – Kirishima, bukatsu yamerutteyo - Matsuzaka Tori – Tsunagu, Kirin no Tsubasa: Gekijōban Shinzanmono, Kyō, Koi o Hajimemasu |
| Âm nhạc xuất sắc | Quay phim xuất sắc |
| - Âm nhạc xuất sắc nhất: Kawai Ikuko – Kita no Kanaria Tachi - Ueno Kōji – Nobō no Shiro - Hisaishi Joe – Tenchi Meisatsu - Fūki Harumi – Waga haha no ki | - Quay phim xuất sắc nhất: Kimura Daisaku – Kita no Kanaria Tachi - Ashizawa Akiko – Waga haha no ki - Kiyoku Motonobu và Ehara Shōji – Nobō no Shiro - Hamada Takeshi – Tenchi Meisatsu - Hayashi Junichirō – Anata e |
| Đạo diễn ánh sáng xuất sắc | Chỉ đạo nghệ thuật xuất sắc |
| - Đạo diễn ánh sáng xuất sắc nhất: Sugimoto Takashi – Kita no Kanaria Tachi - Nagata Hidenori – Waga haha no ki - Sugimoto Takashi – Nobō no Shiro - Andō Kiyoto – Tenchi Meisatsu - Nakamura Yūki – Anata e | - Chỉ đạo nghệ thuật xuất sắc nhất: Isoda Norihiro và Kondō Nariyuki – Nobō no Shiro - Harada Mitsuo – Terumae Romae - Heya Kyōko – Tenchi Meisatsu - Yauchi Kyōko – Anata e - Yamazaki Hidemitsu – Waga haha no ki |
| Thu âm xuất sắc | Biên tập xuất sắc |
| - Thu âm xuất sắc nhất: Hashimoto Fumio – Rengō Kantai Shireichōkan Yamamoto Isoroku: Taiheiyō Sensō 70-nenme no Shinjitsu - Onodera Osamu – Tenchi Meisatsu - Shima Junichi – Kita no Kanaria Tachi - Shima Junichi – Nobō no Shiro - Honda Tsutomu – Anata e - Matsumoto Shōwa và Yano Masato – Waga haha no ki | - Biên tập xuất sắc nhất: Kusakabe Mototaka – Kirishima, bukatsu yamerutteyo - Ueno Sōichi – Nobō no Shiro - Kikuchi Junichi – Anata e - Harada Yūjin – Waga haha no ki - Fushima Shinichi – Kita no Kanaria Tachi |
| Phim nước ngoài xuất sắc | Giải thưởng Đặc biệt từ Chủ tịch Hiệp hội |
| - The Intouchables - Argo - Kỵ sĩ bóng đêm trỗi dậy - The Girl with the Dragon Tattoo - Tử địa Skyfall | Giải thưởng vinh danh những người có nhiều đóng góp trong nhiều năm (những người đã mất trong năm 2012). - Shindo Kaneto (Đạo diễn và Biên kịch) - Hashimoto Fumio (Kĩ thuật thu âm) - Mori Mitsuko (Diễn viên) - Yamada Isuzu (Diễn viên) - Wakamatsu Kōji (Đạo diễn) |
| Giải thưởng Đặc biệt từ Hiệp hội | Giải thưởng Cống hiến đặc biệt từ Chủ tịch Hiệp hội |
| Giải thưởng vinh danh những người có nhiều đóng góp trong nhiều năm. - Promotion Okayasu (Chỉnh sửa phơi sáng phim) - Sanyō Henshūshitsu (Chỉnh sửa phơi sáng phim) - Sugawara Toshio (Đạo diễn các pha hành động) - Baba Masao (Chỉ đạo nghệ thuật) - Miyamoto Masae (Trang phục)                                | - Vinh danh quá trình sản xuất loạt phim Odoru Daisōsasen |
| Giải thưởng Shigeru Okada | Giải thưởng Thành tích từ Chủ tịch Hiệp hội |
| - Central Arts | Giải thưởng vinh danh những người có nhiều đóng góp trong nhiều năm. - Yamada Yoji (Đạo diễn) |

## Đường dẫn ngoài
- Website chính thức - (tiếng Nhật)
  - Giải Viện Hàn lâm Nhật Bản lần thứ 36